# ادلر وان لوبک
ادلر وان لوبک (به انگلیسی: Adler von Lübeck) یک کشتی گالئون بود که طول آن ۷۸٫۳۰ متر (۲۵۶٫۹ فوت) بود.